# 성난 독수리
"성난 독수리"는 1965년 공개된 대한민국의 영화이다.

## 배역
- 신영균
- 태현실
- 황해
- 이예춘
- 최지희
- 남미리
- 석일우
- 김무남